# Karol Stryja

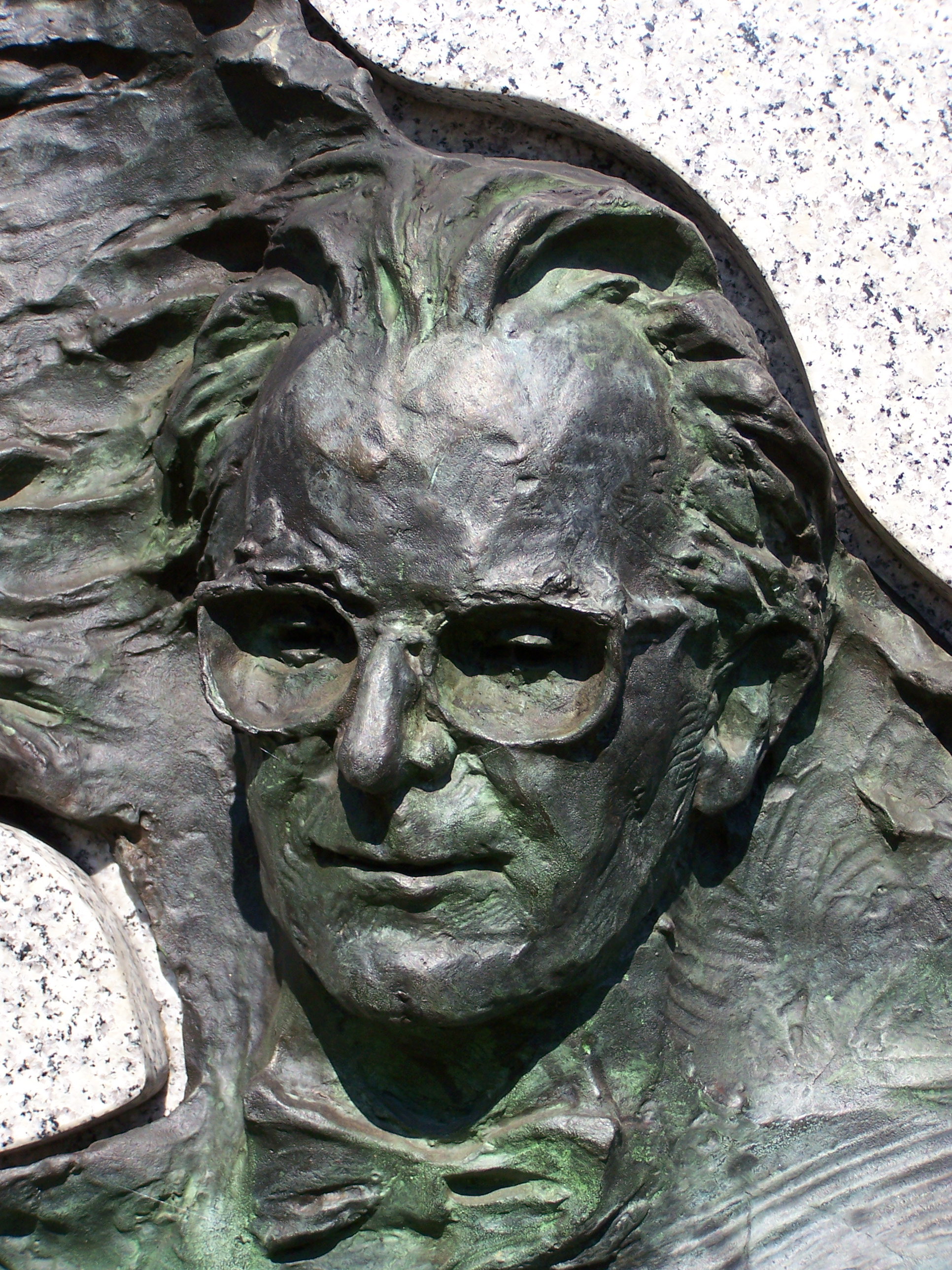
Büste Karol Stryjas auf dem Grünwaldplatz in Katowice

Karol Stryja (2. Februar 1915 in Cieszyn – 31. Januar 1998 in Katowice) war ein polnischer Dirigent und Musiklehrer.
Stryja, Sohn eines Schneiders in Cieszyn, belegte nach dem Gymnasium ein Lehramtsstudium. Nach Abschluss seines Studiums 1934 arbeitete er als Lehrer und belegte gleichzeitig einen Studiengang an der Musikakademie Katowice, den er 1939 abschloss. Durch die Wirren des Zweiten Weltkriegs unterbrochen, konnte er die Ausbildung zum Dirigenten erst 1951 erfolgreich beenden.
Schon 1937 übernahm er als Dirigent die Verantwortung für den regionalen Echo-Chor in Łaziska Górne. Stryjas erste Station als künstlerischer Direktor und Dirigent war die Schlesische Philharmonie (Filharmonia Śląska) in Katowice 1953. Dieselbe Position bekleidete er von 1968 bis 1983 beim Sinfonieorchester in Odense in Dänemark.
Mit der Schlesischen Philharmonie, dem Odense Symfoniorkester und anderen namhaften Orchestern machte Stryja Tourneen durch viele Länder Europas sowie durch die Vereinigten Staaten, Argentinien, Israel, Japan und Kuba. Zudem dirigierte er auf verschiedenen internationalen Musikfestivals. Gleichzeitig hatte er den Lehrstuhl für Dirigenten in Katowice inne.
1979 gründete er den internationalen Grzegorz-Fitelberg-Wettbewerb für Dirigenten in Katowice und 1980 den internationalen Carl-Nielsen-Violin-Wettbewerb in Odense.
1984 wurde ihm der akademische Titel eines Professors verliehen. Im März 1995 würdigte ihn Präsident Lech Wałęsa mit dem Orden Polonia Restituta. Zudem war er Träger des Ordens der Heiligen Kyrill und Methodius erster Klasse, der ihm noch von der bis 1991 kommunistisch regierten Volksrepublik Bulgarien verliehen wurde.
Karol Stryja starb am 31. Januar 1998 in Katowice und ist auf dem evangelischen Friedhof in Cieszyn begraben.